# Union sportive Chaouia
 (novembre 2023).
Si vous disposez d'ouvrages ou d'articles de référence ou si vous connaissez des sites web de qualité traitant du thème abordé ici, merci de compléter l'article en donnant les références utiles à sa vérifiabilité et en les liant à la section « Notes et références ».
Pour les articles homonymes, voir USC.
Maillots
Dernière mise à jour : 27 décembre 2024.
L'Union Sportive Chaouia (en arabe : الاتحاد الرياضي للشاوية, en berbère :  Tidukla n inadellen n icawiyen , acronyme en Tifinagh : ⵜⵉⴷⵓⴽⵍⴰ ⵏ ⵉⵏⴰⴷⴰⵍⵏ ⵏ ⵉⵛⴰⵡⵉⵢⵏ}), plus couramment abrégé en US Chaouia ou encore en USC, est un club algérien de football fondé en 1936 et basé à Oum El Bouaghi.

## Histoire
|                         |
| Tenue de l'USC en 1994. |

L'Union Sportive Chaouia est un club de football algérien situé vers l'est de l'Algérie, créé en 1936 par les colons français. À la suite des réformes sportives de l'année 1977, le club change de nom pour devenir l'Ittihad Riadhi Baladiat Oum El Bouaghi (IRBOEB). Vers le mois de janvier de l'année 1992, le club change une dernière fois son nom pour : l'Union Sportive Chaouia (USC).
L'Union Sportive Chaouia a connu ses meilleurs moments pendant les années 1990, où il a pu décrocher deux titres nationaux : un championnat d'Algérie et une supercoupe d'Algérie en 1994. Le club a participé aux compétitions africaines suivantes : d'abord en 1994, à la coupe de la CAF, où le club a atteint les quarts de finale, puis en 1995, le club dispute la coupe des clubs champions africains, et fut éliminé par la suite en huitième de finale.
Depuis sa rétrogradation au terme de la saison 2004-2005, le club n'arrive plus à se hisser en Ligue 1, et continue à errer entre la Ligue 2 et la DNA (D3).

## Résultats sportifs

### Palmarès
| Compétitions nationales | Compétitions de jeunes                                |
| --- | ----------------------------------------------------- |
| - Ligue 1 (1) : - Champion : 1993-94. - 3e : 1992-93. - Supercoupe d'Algérie (1) : - Vainqueur : 1994. - Ligue 2 (2) : - Champion : 1991-92 et 2002-03. - DNA (1) : - Champion : 2012-13 . - Inter-région (1) : - Champion : 2010-11. | - Coupe d'Algérie Junior (1) : - Vainqueur : 1998-99. |

## Parcours

### Classement en championnat par année
- 1962-63 : Critérium Régional Gr.VI Est 1er
- 1963-64 : D5. Ligue de Constantine ?e
- 1964-65 à 1980-81 : ?
- 1981-82 : D3, Division d'honneur Est Gr, ?e
- 1982-83 : D3, Division d'honneur Est Gr, ?e
- 1983-84 : D3, Division d'honneur Est Gr, ?e
- 1984-85 : D3, Division d'honneur Est Gr, ?e
- 1985-86 : D3, Division d'honneur Est Gr, ?e
- 1986-87 :  D3, Division d'honneur Est Gr, ?e
- 1987-88 :  D3, Division d'honneur Est Gr, ?e
- 1988-89 : D3, Régional Constantine, ?e
- 1989-90 : D3, Régional Constantine, 2e
- 1990-91 : D3, Régional Constantine, 3e
- 1991-92 : D2, Division 2 Est, 1er
- 1992-93 : D1 3e
- 1993-94 : D1 1er Ch
- 1994-95 : D1 5e
- 1995-96 : D1 9e
- 1996-97 : D1 12e
- 1997-98 : D1 Gr. A 8e
- 1998-99 : D1 Gr. Centre-Est 12e
- 1999-00 : D3 Gr. Est 5e
- 2000-01 : D2 Gr. Centre-Est 11e
- 2001-02 : D2 Gr. Centre-Est 4e
- 2002-03 : D2 Gr. Centre-Est 1er
- 2003-04 : D1 11e
- 2004-05 : D1 16e
- 2005-06 : D2 16e
- 2006-07 : D3 Inter-Régions Gr. Est 6e
- 2007-08 : D3 Inter-Régions Gr. Est 7e
- 2008-09 : D3 Inter-Régions Gr. Est 7e
- 2009-10 : D3 Inter-Régions Gr. Est 11e
- 2010-11 : D4 Inter-Régions Gr. Est 1er
- 2011-12 : D3 DNA Gr. Est 4e
- 2012-13 : D3 DNA Gr. Est 1er
- 2013-14 : D2 4e
- 2014-15 : D2 12e
- 2015-16 : D2 14e
- 2016-17 : D3 DNA Gr. Est 5e
- 2017-18 : D3 DNA Gr. Est 6e
- 2018-19 : D3 DNA Gr. Est 3e
- 2019-20 : D3 DNA Gr. Est 5e
- 2020-21 : Ligue 2 Gr. Est 3e
- 2021-22 : Ligue 2 Centre-Est 10e
- 2022-23 : Ligue 2 Centre-Est 14e
- 2023-24 : D3 Inter-régions Est, 1re
- 2024-25 : Ligue 2 Centre-Est ?e

### Parcours en coupes d'Afrique
L'USC a participé en 1994, à la coupe de la CAF, où le club a atteint les quarts de finale
Puis en 1995, en coupe des clubs champions africains, et fut éliminé par la suite en huitième de finale.

### Parcours de l'USC en Coupe d'Algérie
| Saison  | Tour        | Matchs            | Résultats   |
| ------- | ----------- | ----------------- | ----------- |
| 1962-63 | 1/8 finale  | ESM Maison-Carrée | 3-0 forfait |
| 1963-64 | ?           | ?                 | ?           |
| 1964-65 | ?           | ?                 | ?           |
| 1965-66 | ?           | ?                 | ?           |
| 1966-67 | ?           | ?                 | ?           |
| 1967-68 | ?           | ?                 | ?           |
| 1968-69 | ?           | ?                 | ?           |
| 1969-70 | ?           | ?                 | ?           |
| 1970-71 | ?           | ?                 | ?           |
| 1971-72 | ?           | ?                 | ?           |
| 1972-73 | ?           | ?                 | ?           |
| 1973-74 | ?           | ?                 | ?           |
| 1974-75 | ?           | ?                 | ?           |
| 1975-76 | ?           | ?                 | ?           |
| 1976-77 | ?           | ?                 | ?           |
| 1977-78 | ?           | ?                 | ?           |
| 1978-79 | ?           | ?                 | ?           |
| 1979-80 | ?           | ?                 | ?           |
| 1980-81 | ?           | ?                 | ?           |
| 1981-82 | ?           | ?                 | ?           |
| 1982-83 | ?           | ?                 | ?           |
| 1983-84 | ?           | ?                 | ?           |
| 1984-85 | ?           | ?                 | ?           |
| 1985-86 | 1/16 finale | CRB El Harrouch   | 1-0         |
| 1986-87 | ?e T.R      | ?                 | ?           |
| 1987-88 | ?e T.R      | ?                 | ?           |
| 1988-89 | 1/32 finale | IRB El Hadjar     | 4-0         |
| 1989-90 | Non jouée   | Non jouée         | Non jouée   |
| 1990-91 | ?e T.R      | ?                 | ?           |
| 1991-92 | ?e T.R      | ?                 | ?           |
| 1992-93 | Non jouée   | Non jouée         | Non jouée   |
| 1993-94 | 1/32 finale | USM Blida         | 1-0         |
| 1994-95 | 1/4 finale  | CR Belouizdad     | 2-1         |
| 1995-96 | 1/4 finale  | ES Sétif          | 1-0         |
| 1996-97 | 1/16 finale | OMR El Anasser    | 4-0         |
| 1997-98 | 1/16 finale | USM Ain Beida     | 1-0         |
| 1998-99 | 1/32 finale | MC Alger          | 2-1         |

| 1999-00 | 1/32 finale       | MC Saida       | 2-1           |
| 2000-01 | 1/32 finale       | USM Annaba     | 2-1           |
| 2001-02 | ?e T.R            | ?              | ?             |
| 2002-03 | 1/8 finale        | USM Bel Abbès  | 1-0           |
| 2003-04 | 1/32 finale       | OMR El Anasser | 2-0           |
| 2004-05 | 1/8 finale        | ASO Chlef      | 1-1 t.a.b 6-5 |
| 2005-06 | 1/32 finale       | CR Zaouia      | 3-2 a.p       |
| 2006-07 | ?e T.R            | ?              | ?             |
| 2007-08 | ?e T.R            | ?              | ?             |
| 2008-09 | Avant dernier T.R | ES Collo       | 3-1           |
| 2009-10 | 1/16 finale       | USM Alger      | 3-1           |
| 2010-11 | 1/16 finale       | AB Merouana    | 0-0 t.a.b 5-4 |
| 2011-12 | 1/32 finale       | JS Djijel      | 0-0 t.a.b 2-1 |
| 2012-13 | 1/32 finale       | MC Alger       | 1-1 t.a.b 4-2 |
| 2013-14 | 1/8 finale        | MC Alger       | 2-2 t.a.b 4-2 |
| 2014-15 | 1/8 finale        | ASM Oran       | 1-1 t.a.b 3-1 |
| 2015-16 | 1/64 finale       | HB Chelghoum.L | ?             |
| 2016-17 | 1/16 finale       | CR Belouizdad  | 2-1           |
| 2017-18 | 4e T.R            | NRB Teleghma   | 2-2 t.a.b     |
| 2018-19 | 1/64 finale       | JSM Skikda     | 1-0           |
| 2019-20 | 1/64 finale       | AS Khroub      | 3-0           |
| 2020-21 | Non jouée         | Non jouée      | Non jouée     |
| 2021-22 | Non jouée         | Non jouée      | Non jouée     |
| 2022-23 |                   |                |               |
| 2023-24 |                   |                |               |
| 2024-25 |                   |                |               |

## Personnalités du club

### Anciens entraîneurs
- Abdelhamid Kermali
- Kamel Mouassa
- Dan Anghelescu
- Said Hadj Mansour
- Augustin Călin
- Abdelhafid Arbich
- Saâd El Bakry
- Farouk Janhaoui
- Mehrez Ben Ali

### Anciens présidents
- Abdelmadjid Yahi
- Tarek Yahi

## Identité du club

### Noms du club
| Union Sportive de Canrobert |
| --------------------------- |

| Ittihad Riadhi Baladiat Oum El Bouaghi |
| -------------------------------------- |

| Union Sportive Chaouia |
| ---------------------- |

### Logos et couleurs
Les couleurs de l'Union Sportive Chaouia sont le Jaune et le Noir, couleurs inspiré du drapeau Chaoui.

Logo du club

## Stade
L'Union sportive Chaouia joue ses matches a domicile dans le Stade Zerdani Hassouna, qui se situe dans la Wilaya d'Oum El Bouaghi.

## Culture populaire

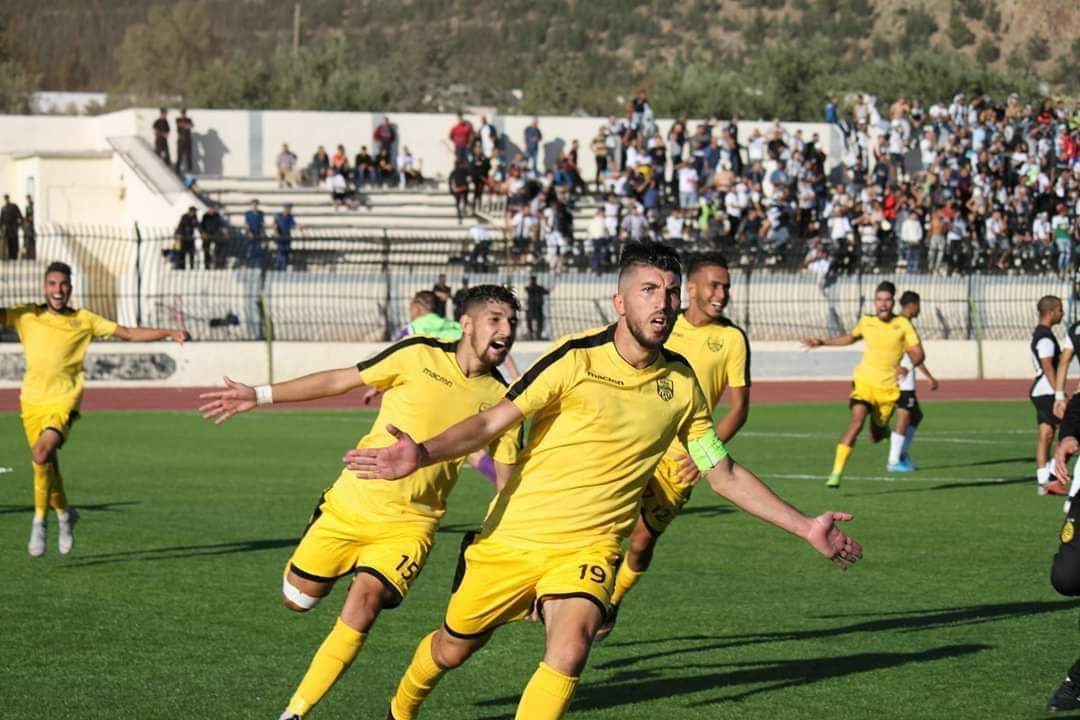
USC-USMK en 2019

### Groupe de supporteurs
L'USC est le principal club phare de la ville d'Oum El Bouaghi et suivi également dans toute la région.

### Rivalités
- USM Khenchela : Il s'agit d'une rivalité populaire et sportive avec le club voisin de l'USMK issu de la même région.
- AS Aïn M'lila : l'ASAM constitue un rival régulier à l'USC pendant plusieurs années de présence commune en D1 notamment.
- USM Aïn Béïda : c'est l'autre grand club de la même région, à l'époque où la wilaya étaient représentée par ces trois clubs.

## Sponsors
- APC - OEB
- DJS OEB
- Groupe Cosider
- Groupe industriel des ciments d'Algérie (GICA)